# Jesień z Bluesem
Jesień z Bluesem – odbywający się w Białymstoku, organizowany przez Białostocki Ośrodek Kultury, festiwal muzyki bluesowej. 
Jest to najstarsza w Polsce tego typu impreza. Pierwsza edycja odbyła się w roku 1978, a jej pomysłodawcą był Ryszard "Skiba" Skibiński - ówczesny lider Kasy Chorych.